# چهره عشق
چهرهٔ عشق (به انگلیسی: The Face of Love) فیلمی آمریکایی به کارگردانی آری پوسین و محصول سال ۲۰۱۳ است.

## داستان فیلم
داستان دربارهٔ زنی است که با مرد نقاشی آشنا می‌شود که شباهت زیادی به شوهر مرحومش دارد و...